# Fredrik Broström
Anders Fredrik Broström i riksdagen kallad Broström i Kristinehamn, född 28 maj 1835 i Bro socken, Värmland, död 29 juni 1915 i Kristinehamn, var en svensk redaktör, boktryckare och politiker (liberal). 
Fredrik Broström, som var son till en murare, arbetade i ungdomen som folkskollärare i Nysund och Varnum 1851–1866. År 1876 blev han boktryckare i Kristinehamn och övertog företaget 1884. År 1872 blev han medarbetare i Wermlands Allehanda, som han sedan övertog 1876 och drev till sin död 1915. Åren 1887–1895 var han även utgivare av Ansgarii-Posten. Han var vice ordförande i Kristinehamns stadsfullmäktige 1906–1908 och var även aktiv i den lokala missionsförsamlingen. 
Broström var riksdagsledamot i andra kammaren från höstsessionen 1887 till andra urtima riksmötet 1905, åren 1887–1896 för Kristinehamns, Askersunds, Nora och Lindesbergs valkrets och 1897–1905 för Kristinehamns, Filipstads och Askersunds valkrets. I riksdagen var han partilös fram till 1896, tillhörde Folkpartiet 1897, var åter partilös 1898–1899 och anslöt sig därefter till Liberala samlingspartiet från 1900 och framåt. Han var bland annat suppleant i konstitutionsutskottet 1891–1905 och engagerade sig exempelvis i alkoholpolitiska frågor.